# Oligostigma bifurcale
Oligostigma bifurcale là một loài bướm đêm trong họ Crambidae.